# Rusłan i Ludmiła (film)
Rusłan i Ludmiła (ros. Руслан и Людмила) – radziecka baśń filmowa z 1972 roku, nakręcony na podstawie poematu Aleksandra Puszkina o tym samym tytule.

## Treść
Akcja toczy się na średniowiecznej Rusi. Piękna księżniczka Ludmiła zostaje uprowadzona przez złego czarnoksiężnika Czernomora. Na ratunek wyrusza młody rycerz Rusłan.

## Główne role
- Walerij Koziniec – Rusłan
- Natalja Pietrowa – Ludmiła
- Andriej Abrikosow – Władimir
- Władimir Fiodorow – Czernomor – czarodziej
- Marija Kapnist – wiedźma Naina
- Natalja Chriennikowa – Młoda Naina